# Neovenator
Neovenator (il cui nome significa "nuovo cacciatore") è un genere estinto di dinosauro teropode neovenatoride vissuto nel Cretaceo inferiore, circa 125 milioni di anni fa (Barremiano), in quella che oggi è l'isola di Wight, Inghilterra. Fu uno dei dinosauri carnivori più grandi d'Europa, arrivando a misurare circa 7,5 metri di lunghezza, ed era di costituzione apparentemente gracile. Alcuni fossili indicano la possibilità che potesse raggiungere lunghezze fino a circa 10 metri, ma si tratta di resti molto frammentari. Neovenator fu inizialmente considerato una nuova specie di Megalosaurus.

## Descrizione

Dimensioni di Neovenator, basato sull'olotipo, a confronto con un uomo

Il Neovenator poteva raggiungere una lunghezza di circa 7,6 metri (25 piedi), era di costituzione gracile, ed il suo peso era di circa 1000-2000 kg. Il campione MIWG 4199 indicherebbe un individuo con una possibile lunghezza di circa 10 metri (33 piedi), tuttavia tale esemplare è costituito solo da una falange di un dito.
Le varie descrizioni scientifiche di Neovenator indicato diversi tratti distintivi. Le narici sono il doppio più lunghe dell'altezza. La premascella possiede cinque denti, ed la mascella è attraversata da un grande fenestra mascellare, il cui diametro è uguale ad un sesto della lunghezza della fila dei denti. La corona del dente corrisponde ad un quarto della lunghezza dell'intero dente, compresa la radice. Gli artigli hanno una scanalatura sulla parte superiore. Entrambe le premascelle sono collegate tra loro da un collegamento supplementare. La superficie articolare anteriore dell'asse intercentrum, della seconda vertebra cervicale, è trasversalmente allargato. Il processo odontoide dell'asse possiede piccole aperture lungo il bordo laterale della sfaccettatura anteriore. Il processo neurale dell'asse ha una sola piccola apertura laterale. Le vertebre cervicali posteriori sono fuse con le loro costole cervicali. L'ottava e nona vertebra cervicale, al parapophysi, presenta una nervatura minore sulla faccetta articolare, in cui la struttura camellata interna dell'osso è visibile. La faccia posteriore delle vertebre, l'hypapophyse, presenta dei gonfiori inferiori e delle sfaccettature nei bordi anteriori, formando dei bassi cumuli. L'articolazione della spalla è più larga trasversalmente che in lunghezza. La tacca sul lato inferiore della lama anteriore dell'ileo ha un ripiano sul lato interno. I "piedi" dell'ischio sono collegati al loro fronte, ma divergono nel lato posteriore. La testa del femore è obliqua e rivolta verso la parte anteriore, sopra e all'interno. Il troncatere del femore presenta una robusta cresta sul suo lato esterno. Sul quarto troncatere del femore è invece presente una depressione nella forma di un'impronta digitale situata al di fuori del suo limite superiore. Il lato anteriore del femore è quasi piatto, mostrando solo una breve scanalatura verticale tra i condili inferiori. La tibia inferiore presenta una superficie ruvida ovale sul lato interno. La parte superiore dei malleoli esterni della tibia risulta pizzicato dalla parte anteriore alla parte posteriore. Il rigonfiamento anteriore esterna della superficie superiore della tibia ha una punta a sperone inferiore. Nel piede, il lato esterno del secondo metatarso ha una superficie concava per contattare il terzo metatarso.

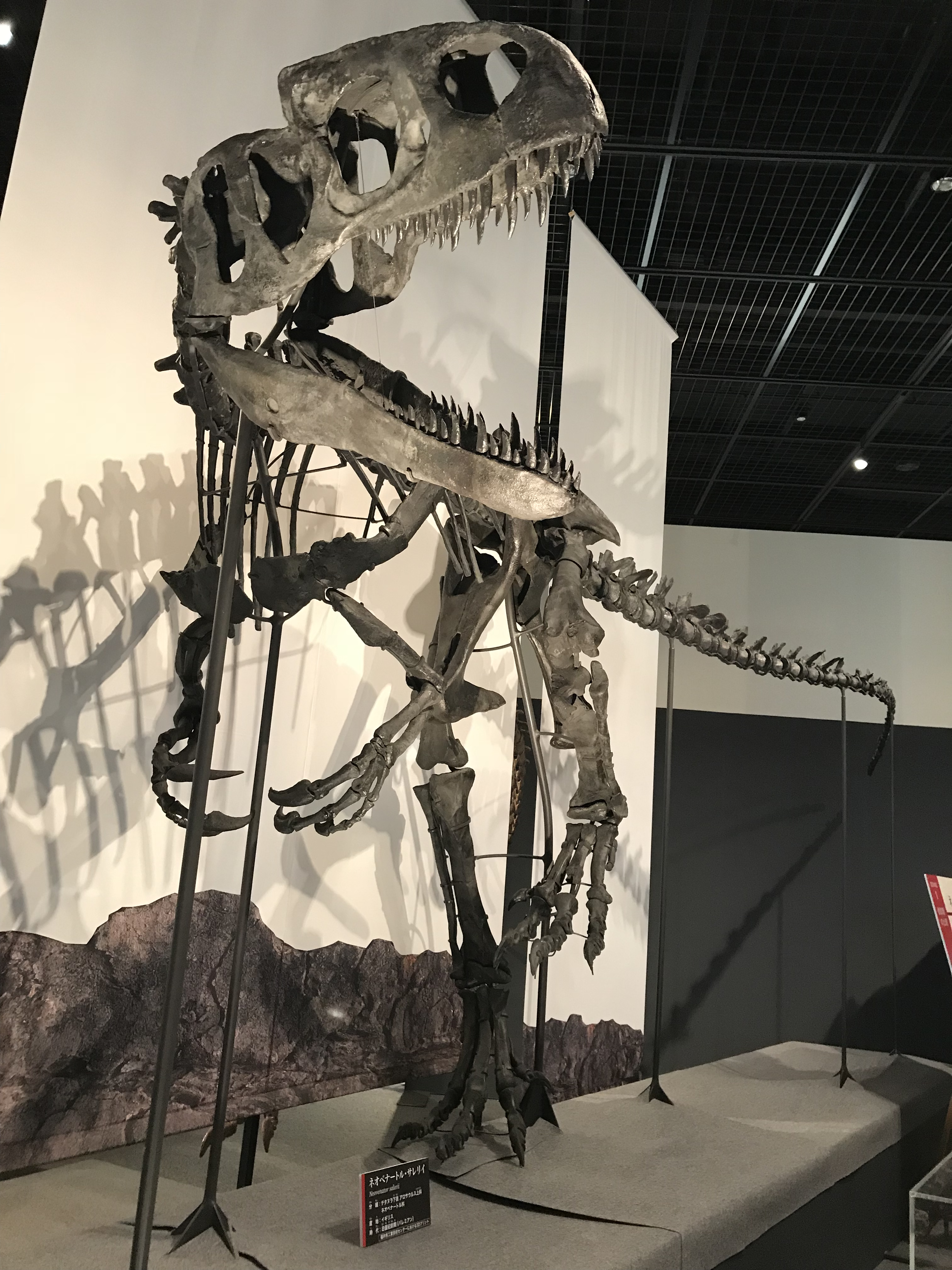
Scheletro di Neovenator

Al contrario, diversi tratti che una volta si pensava fossero unici, o apomorfici, di Neovenator sono stati riconosciuti da successive ricerche come caratteristiche comuni tra i teropodi. Difatti, le narici sono grandi, ma non è una caratteristica così rara tra i teropodi. Avere le vertebre posteriori pneumatizzate è normale per un carcharodontosauridae. Le grandi creste nasali accoppiate sono una caratteristica estetica condivisa con Allosaurus. I denticoli presenti all'apice dei denti sono stati riscontrati in altre specie.
Nel 2015, si scoperto che anche il muso di Neovenator possedeva un complesso sistema di canali neurovascolari, che in vita probabilmente alloggiavano degli organi sensoriali. Questa caratteristica è presente anche negli spinosauridi, sebbene in essi gli organi sensoriali aiutavano l'animale ad individuare le prede sott'acqua. Si dubitava tuttavia che Neovenator utilizzasse il suo sistema di canali neurovascolari per lo stesso scopo.

## Classificazione
Nel momento in fu descritto, da Steve Hutt, Martill e Barker nel 1996, Neovenator venne considerato come l'unico allosauride europeo conosciuto. Tuttavia, successivi studi suggerirono che l'animale avesse più caratteristiche in comune con l'avanzato gruppo dei carcharodontosauridae, in seguito Benson, Carrano e Brusatte nel 2010, lo accomunarono insieme al clade dei megaraptora, e quindi alla famiglia dei neovenatoridae. Altri studi vedono Neovenator come un carcharodontosauride, e i megaraptora come tirannosauroidi.

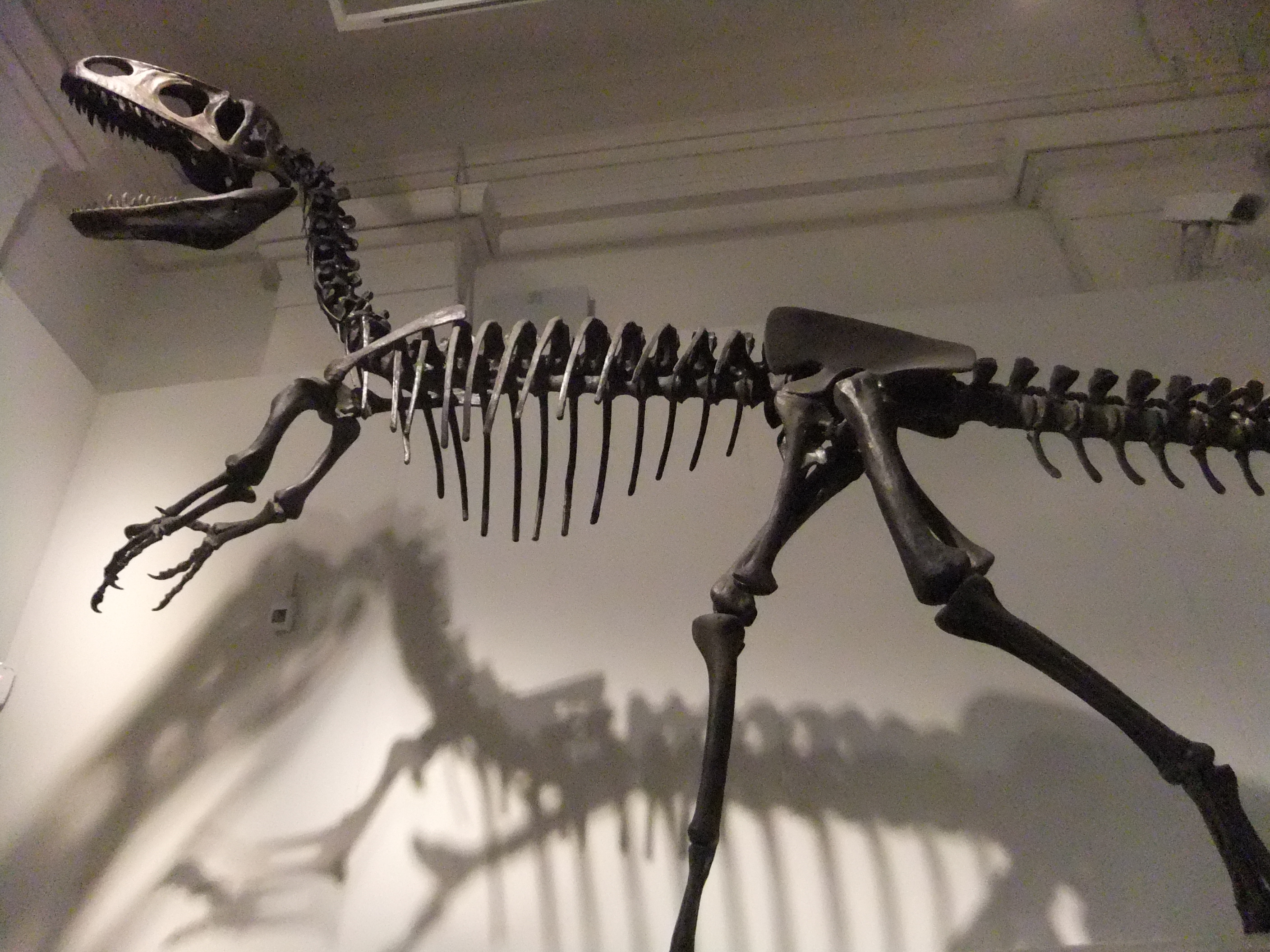
Scheletro di Neovenator, sono ben visibili gli arti anteriori, al New Walk Museum

Il seguente cladogramma segue l'analisi di Benson, Carrano e Brusatte (2010):
|  | Australovenator |
|  |                 |
|  | ?Rapator        |
|  |                 |
|  | Fukuiraptor     |
|  |                 |

|  | Aerosteon  |
|  |            |
|  | Megaraptor |
|  |            |

|  | Australovenator |
|  |                 |
|  | ?Rapator        |
|  |                 |
|  | Fukuiraptor     |
|  |                 |

|  | Aerosteon  |
|  |            |
|  | Megaraptor |
|  |            |

|  | Australovenator |
|  |                 |
|  | ?Rapator        |
|  |                 |
|  | Fukuiraptor     |
|  |                 |

|  | Aerosteon  |
|  |            |
|  | Megaraptor |
|  |            |

|  | Australovenator |
|  |                 |
|  | ?Rapator        |
|  |                 |
|  | Fukuiraptor     |
|  |                 |

|  | Aerosteon  |
|  |            |
|  | Megaraptor |
|  |            |

|  | Australovenator |
|  |                 |
|  | ?Rapator        |
|  |                 |
|  | Fukuiraptor     |
|  |                 |

|  | Aerosteon  |
|  |            |
|  | Megaraptor |
|  |            |

|  | Australovenator |
|  |                 |
|  | ?Rapator        |
|  |                 |
|  | Fukuiraptor     |
|  |                 |

|  | Aerosteon  |
|  |            |
|  | Megaraptor |
|  |            |

|  | Australovenator |
|  |                 |
|  | ?Rapator        |
|  |                 |
|  | Fukuiraptor     |
|  |                 |

|  | Aerosteon  |
|  |            |
|  | Megaraptor |
|  |            |

|  | Australovenator |
|  |                 |
|  | ?Rapator        |
|  |                 |
|  | Fukuiraptor     |
|  |                 |

|  | Aerosteon  |
|  |            |
|  | Megaraptor |
|  |            |

Il seguente cladogramma mostra invece l'analisi di Novas et al. (2013):
|  | Tyrannotitan                                                  |
|  |                                                               |
|  | \| \| Mapusaurus \| \| \| \| \| \| Giganotosaurus \| \| \| \| |
|  |                                                               |
|  | Mapusaurus                                                    |
|  |                                                               |
|  | Giganotosaurus                                                |
|  |                                                               |

|  | Mapusaurus     |
|  |                |
|  | Giganotosaurus |
|  |                |

|  | Tyrannotitan                                                  |
|  |                                                               |
|  | \| \| Mapusaurus \| \| \| \| \| \| Giganotosaurus \| \| \| \| |
|  |                                                               |
|  | Mapusaurus                                                    |
|  |                                                               |
|  | Giganotosaurus                                                |
|  |                                                               |

|  | Mapusaurus     |
|  |                |
|  | Giganotosaurus |
|  |                |

|  | Tyrannotitan                                                  |
|  |                                                               |
|  | \| \| Mapusaurus \| \| \| \| \| \| Giganotosaurus \| \| \| \| |
|  |                                                               |
|  | Mapusaurus                                                    |
|  |                                                               |
|  | Giganotosaurus                                                |
|  |                                                               |

|  | Mapusaurus     |
|  |                |
|  | Giganotosaurus |
|  |                |

|  | Tyrannotitan                                                  |
|  |                                                               |
|  | \| \| Mapusaurus \| \| \| \| \| \| Giganotosaurus \| \| \| \| |
|  |                                                               |
|  | Mapusaurus                                                    |
|  |                                                               |
|  | Giganotosaurus                                                |
|  |                                                               |

|  | Mapusaurus     |
|  |                |
|  | Giganotosaurus |
|  |                |

|  | Tyrannotitan                                                  |
|  |                                                               |
|  | \| \| Mapusaurus \| \| \| \| \| \| Giganotosaurus \| \| \| \| |
|  |                                                               |
|  | Mapusaurus                                                    |
|  |                                                               |
|  | Giganotosaurus                                                |
|  |                                                               |

|  | Mapusaurus     |
|  |                |
|  | Giganotosaurus |
|  |                |

|  | Tyrannotitan                                                  |
|  |                                                               |
|  | \| \| Mapusaurus \| \| \| \| \| \| Giganotosaurus \| \| \| \| |
|  |                                                               |
|  | Mapusaurus                                                    |
|  |                                                               |
|  | Giganotosaurus                                                |
|  |                                                               |

|  | Mapusaurus     |
|  |                |
|  | Giganotosaurus |
|  |                |

|  | Tyrannotitan                                                  |
|  |                                                               |
|  | \| \| Mapusaurus \| \| \| \| \| \| Giganotosaurus \| \| \| \| |
|  |                                                               |
|  | Mapusaurus                                                    |
|  |                                                               |
|  | Giganotosaurus                                                |
|  |                                                               |

|  | Mapusaurus     |
|  |                |
|  | Giganotosaurus |
|  |                |

|  | Tyrannotitan                                                  |
|  |                                                               |
|  | \| \| Mapusaurus \| \| \| \| \| \| Giganotosaurus \| \| \| \| |
|  |                                                               |
|  | Mapusaurus                                                    |
|  |                                                               |
|  | Giganotosaurus                                                |
|  |                                                               |

|  | Mapusaurus     |
|  |                |
|  | Giganotosaurus |
|  |                |

|  | Tyrannotitan                                                  |
|  |                                                               |
|  | \| \| Mapusaurus \| \| \| \| \| \| Giganotosaurus \| \| \| \| |
|  |                                                               |
|  | Mapusaurus                                                    |
|  |                                                               |
|  | Giganotosaurus                                                |
|  |                                                               |

|  | Mapusaurus     |
|  |                |
|  | Giganotosaurus |
|  |                |

|  | Tyrannotitan                                                  |
|  |                                                               |
|  | \| \| Mapusaurus \| \| \| \| \| \| Giganotosaurus \| \| \| \| |
|  |                                                               |
|  | Mapusaurus                                                    |
|  |                                                               |
|  | Giganotosaurus                                                |
|  |                                                               |

|  | Mapusaurus     |
|  |                |
|  | Giganotosaurus |
|  |                |

|  | Tyrannotitan                                                  |
|  |                                                               |
|  | \| \| Mapusaurus \| \| \| \| \| \| Giganotosaurus \| \| \| \| |
|  |                                                               |
|  | Mapusaurus                                                    |
|  |                                                               |
|  | Giganotosaurus                                                |
|  |                                                               |

|  | Mapusaurus     |
|  |                |
|  | Giganotosaurus |
|  |                |

|  | Tyrannotitan                                                  |
|  |                                                               |
|  | \| \| Mapusaurus \| \| \| \| \| \| Giganotosaurus \| \| \| \| |
|  |                                                               |
|  | Mapusaurus                                                    |
|  |                                                               |
|  | Giganotosaurus                                                |
|  |                                                               |

|  | Mapusaurus     |
|  |                |
|  | Giganotosaurus |
|  |                |

|  | Tyrannotitan                                                  |
|  |                                                               |
|  | \| \| Mapusaurus \| \| \| \| \| \| Giganotosaurus \| \| \| \| |
|  |                                                               |
|  | Mapusaurus                                                    |
|  |                                                               |
|  | Giganotosaurus                                                |
|  |                                                               |

|  | Mapusaurus     |
|  |                |
|  | Giganotosaurus |
|  |                |

|  | Tyrannotitan                                                  |
|  |                                                               |
|  | \| \| Mapusaurus \| \| \| \| \| \| Giganotosaurus \| \| \| \| |
|  |                                                               |
|  | Mapusaurus                                                    |
|  |                                                               |
|  | Giganotosaurus                                                |
|  |                                                               |

|  | Mapusaurus     |
|  |                |
|  | Giganotosaurus |
|  |                |

|  | Tyrannotitan                                                  |
|  |                                                               |
|  | \| \| Mapusaurus \| \| \| \| \| \| Giganotosaurus \| \| \| \| |
|  |                                                               |
|  | Mapusaurus                                                    |
|  |                                                               |
|  | Giganotosaurus                                                |
|  |                                                               |

|  | Mapusaurus     |
|  |                |
|  | Giganotosaurus |
|  |                |

|  | Tyrannotitan                                                  |
|  |                                                               |
|  | \| \| Mapusaurus \| \| \| \| \| \| Giganotosaurus \| \| \| \| |
|  |                                                               |
|  | Mapusaurus                                                    |
|  |                                                               |
|  | Giganotosaurus                                                |
|  |                                                               |

|  | Mapusaurus     |
|  |                |
|  | Giganotosaurus |
|  |                |

|  | Tyrannotitan                                                  |
|  |                                                               |
|  | \| \| Mapusaurus \| \| \| \| \| \| Giganotosaurus \| \| \| \| |
|  |                                                               |
|  | Mapusaurus                                                    |
|  |                                                               |
|  | Giganotosaurus                                                |
|  |                                                               |

|  | Mapusaurus     |
|  |                |
|  | Giganotosaurus |
|  |                |

|  | Tyrannotitan                                                  |
|  |                                                               |
|  | \| \| Mapusaurus \| \| \| \| \| \| Giganotosaurus \| \| \| \| |
|  |                                                               |
|  | Mapusaurus                                                    |
|  |                                                               |
|  | Giganotosaurus                                                |
|  |                                                               |

|  | Mapusaurus     |
|  |                |
|  | Giganotosaurus |
|  |                |

|  | Tyrannotitan                                                  |
|  |                                                               |
|  | \| \| Mapusaurus \| \| \| \| \| \| Giganotosaurus \| \| \| \| |
|  |                                                               |
|  | Mapusaurus                                                    |
|  |                                                               |
|  | Giganotosaurus                                                |
|  |                                                               |

|  | Mapusaurus     |
|  |                |
|  | Giganotosaurus |
|  |                |

|  | Tyrannotitan                                                  |
|  |                                                               |
|  | \| \| Mapusaurus \| \| \| \| \| \| Giganotosaurus \| \| \| \| |
|  |                                                               |
|  | Mapusaurus                                                    |
|  |                                                               |
|  | Giganotosaurus                                                |
|  |                                                               |

|  | Mapusaurus     |
|  |                |
|  | Giganotosaurus |
|  |                |

|  | Tyrannotitan                                                  |
|  |                                                               |
|  | \| \| Mapusaurus \| \| \| \| \| \| Giganotosaurus \| \| \| \| |
|  |                                                               |
|  | Mapusaurus                                                    |
|  |                                                               |
|  | Giganotosaurus                                                |
|  |                                                               |

|  | Mapusaurus     |
|  |                |
|  | Giganotosaurus |
|  |                |

|  | Tyrannotitan                                                  |
|  |                                                               |
|  | \| \| Mapusaurus \| \| \| \| \| \| Giganotosaurus \| \| \| \| |
|  |                                                               |
|  | Mapusaurus                                                    |
|  |                                                               |
|  | Giganotosaurus                                                |
|  |                                                               |

|  | Mapusaurus     |
|  |                |
|  | Giganotosaurus |
|  |                |

|  | Tyrannotitan                                                  |
|  |                                                               |
|  | \| \| Mapusaurus \| \| \| \| \| \| Giganotosaurus \| \| \| \| |
|  |                                                               |
|  | Mapusaurus                                                    |
|  |                                                               |
|  | Giganotosaurus                                                |
|  |                                                               |

|  | Mapusaurus     |
|  |                |
|  | Giganotosaurus |
|  |                |

|  | Tyrannotitan                                                  |
|  |                                                               |
|  | \| \| Mapusaurus \| \| \| \| \| \| Giganotosaurus \| \| \| \| |
|  |                                                               |
|  | Mapusaurus                                                    |
|  |                                                               |
|  | Giganotosaurus                                                |
|  |                                                               |

|  | Mapusaurus     |
|  |                |
|  | Giganotosaurus |
|  |                |

|  | Tyrannotitan                                                  |
|  |                                                               |
|  | \| \| Mapusaurus \| \| \| \| \| \| Giganotosaurus \| \| \| \| |
|  |                                                               |
|  | Mapusaurus                                                    |
|  |                                                               |
|  | Giganotosaurus                                                |
|  |                                                               |

|  | Mapusaurus     |
|  |                |
|  | Giganotosaurus |
|  |                |

|  | Tyrannotitan                                                  |
|  |                                                               |
|  | \| \| Mapusaurus \| \| \| \| \| \| Giganotosaurus \| \| \| \| |
|  |                                                               |
|  | Mapusaurus                                                    |
|  |                                                               |
|  | Giganotosaurus                                                |
|  |                                                               |

|  | Mapusaurus     |
|  |                |
|  | Giganotosaurus |
|  |                |

|  | Tyrannotitan                                                  |
|  |                                                               |
|  | \| \| Mapusaurus \| \| \| \| \| \| Giganotosaurus \| \| \| \| |
|  |                                                               |
|  | Mapusaurus                                                    |
|  |                                                               |
|  | Giganotosaurus                                                |
|  |                                                               |

|  | Mapusaurus     |
|  |                |
|  | Giganotosaurus |
|  |                |

|  | Tyrannotitan                                                  |
|  |                                                               |
|  | \| \| Mapusaurus \| \| \| \| \| \| Giganotosaurus \| \| \| \| |
|  |                                                               |
|  | Mapusaurus                                                    |
|  |                                                               |
|  | Giganotosaurus                                                |
|  |                                                               |

|  | Mapusaurus     |
|  |                |
|  | Giganotosaurus |
|  |                |

|  | Tyrannotitan                                                  |
|  |                                                               |
|  | \| \| Mapusaurus \| \| \| \| \| \| Giganotosaurus \| \| \| \| |
|  |                                                               |
|  | Mapusaurus                                                    |
|  |                                                               |
|  | Giganotosaurus                                                |
|  |                                                               |

|  | Mapusaurus     |
|  |                |
|  | Giganotosaurus |
|  |                |

|  | Tyrannotitan                                                  |
|  |                                                               |
|  | \| \| Mapusaurus \| \| \| \| \| \| Giganotosaurus \| \| \| \| |
|  |                                                               |
|  | Mapusaurus                                                    |
|  |                                                               |
|  | Giganotosaurus                                                |
|  |                                                               |

|  | Mapusaurus     |
|  |                |
|  | Giganotosaurus |
|  |                |

|  | Tyrannotitan                                                  |
|  |                                                               |
|  | \| \| Mapusaurus \| \| \| \| \| \| Giganotosaurus \| \| \| \| |
|  |                                                               |
|  | Mapusaurus                                                    |
|  |                                                               |
|  | Giganotosaurus                                                |
|  |                                                               |

|  | Mapusaurus     |
|  |                |
|  | Giganotosaurus |
|  |                |

|  | Tyrannotitan                                                  |
|  |                                                               |
|  | \| \| Mapusaurus \| \| \| \| \| \| Giganotosaurus \| \| \| \| |
|  |                                                               |
|  | Mapusaurus                                                    |
|  |                                                               |
|  | Giganotosaurus                                                |
|  |                                                               |

|  | Mapusaurus     |
|  |                |
|  | Giganotosaurus |
|  |                |

Il cladogramma sotto riportato segue invece l'analisi di Sebastián Apesteguía, Nathan D. Smith, Rubén Juarez Valieri, e Peter J. Makovicky (2016), e riporta la scoperta di Gualicho:
|  | Deltadromeus |
|  |              |
|  | Gualicho     |
|  |              |

|  | Neovenator                                                      |
|  |                                                                 |
|  | \| \| Chilantaisaurus \| \| \| \| \| \| Megaraptora \| \| \| \| |
|  |                                                                 |
|  | Chilantaisaurus                                                 |
|  |                                                                 |
|  | Megaraptora                                                     |
|  |                                                                 |

|  | Chilantaisaurus |
|  |                 |
|  | Megaraptora     |
|  |                 |

|  | Deltadromeus |
|  |              |
|  | Gualicho     |
|  |              |

|  | Neovenator                                                      |
|  |                                                                 |
|  | \| \| Chilantaisaurus \| \| \| \| \| \| Megaraptora \| \| \| \| |
|  |                                                                 |
|  | Chilantaisaurus                                                 |
|  |                                                                 |
|  | Megaraptora                                                     |
|  |                                                                 |

|  | Chilantaisaurus |
|  |                 |
|  | Megaraptora     |
|  |                 |

|  | Deltadromeus |
|  |              |
|  | Gualicho     |
|  |              |

|  | Neovenator                                                      |
|  |                                                                 |
|  | \| \| Chilantaisaurus \| \| \| \| \| \| Megaraptora \| \| \| \| |
|  |                                                                 |
|  | Chilantaisaurus                                                 |
|  |                                                                 |
|  | Megaraptora                                                     |
|  |                                                                 |

|  | Chilantaisaurus |
|  |                 |
|  | Megaraptora     |
|  |                 |

|  | Deltadromeus |
|  |              |
|  | Gualicho     |
|  |              |

|  | Neovenator                                                      |
|  |                                                                 |
|  | \| \| Chilantaisaurus \| \| \| \| \| \| Megaraptora \| \| \| \| |
|  |                                                                 |
|  | Chilantaisaurus                                                 |
|  |                                                                 |
|  | Megaraptora                                                     |
|  |                                                                 |

|  | Chilantaisaurus |
|  |                 |
|  | Megaraptora     |
|  |                 |

|  | Deltadromeus |
|  |              |
|  | Gualicho     |
|  |              |

|  | Neovenator                                                      |
|  |                                                                 |
|  | \| \| Chilantaisaurus \| \| \| \| \| \| Megaraptora \| \| \| \| |
|  |                                                                 |
|  | Chilantaisaurus                                                 |
|  |                                                                 |
|  | Megaraptora                                                     |
|  |                                                                 |

|  | Chilantaisaurus |
|  |                 |
|  | Megaraptora     |
|  |                 |

|  | Deltadromeus |
|  |              |
|  | Gualicho     |
|  |              |

|  | Neovenator                                                      |
|  |                                                                 |
|  | \| \| Chilantaisaurus \| \| \| \| \| \| Megaraptora \| \| \| \| |
|  |                                                                 |
|  | Chilantaisaurus                                                 |
|  |                                                                 |
|  | Megaraptora                                                     |
|  |                                                                 |

|  | Chilantaisaurus |
|  |                 |
|  | Megaraptora     |
|  |                 |

|  | Deltadromeus |
|  |              |
|  | Gualicho     |
|  |              |

|  | Neovenator                                                      |
|  |                                                                 |
|  | \| \| Chilantaisaurus \| \| \| \| \| \| Megaraptora \| \| \| \| |
|  |                                                                 |
|  | Chilantaisaurus                                                 |
|  |                                                                 |
|  | Megaraptora                                                     |
|  |                                                                 |

|  | Chilantaisaurus |
|  |                 |
|  | Megaraptora     |
|  |                 |

|  | Deltadromeus |
|  |              |
|  | Gualicho     |
|  |              |

|  | Neovenator                                                      |
|  |                                                                 |
|  | \| \| Chilantaisaurus \| \| \| \| \| \| Megaraptora \| \| \| \| |
|  |                                                                 |
|  | Chilantaisaurus                                                 |
|  |                                                                 |
|  | Megaraptora                                                     |
|  |                                                                 |

|  | Chilantaisaurus |
|  |                 |
|  | Megaraptora     |
|  |                 |

|  | Deltadromeus |
|  |              |
|  | Gualicho     |
|  |              |

|  | Neovenator                                                      |
|  |                                                                 |
|  | \| \| Chilantaisaurus \| \| \| \| \| \| Megaraptora \| \| \| \| |
|  |                                                                 |
|  | Chilantaisaurus                                                 |
|  |                                                                 |
|  | Megaraptora                                                     |
|  |                                                                 |

|  | Chilantaisaurus |
|  |                 |
|  | Megaraptora     |
|  |                 |

|  | Deltadromeus |
|  |              |
|  | Gualicho     |
|  |              |

|  | Neovenator                                                      |
|  |                                                                 |
|  | \| \| Chilantaisaurus \| \| \| \| \| \| Megaraptora \| \| \| \| |
|  |                                                                 |
|  | Chilantaisaurus                                                 |
|  |                                                                 |
|  | Megaraptora                                                     |
|  |                                                                 |

|  | Chilantaisaurus |
|  |                 |
|  | Megaraptora     |
|  |                 |

|  | Deltadromeus |
|  |              |
|  | Gualicho     |
|  |              |

|  | Neovenator                                                      |
|  |                                                                 |
|  | \| \| Chilantaisaurus \| \| \| \| \| \| Megaraptora \| \| \| \| |
|  |                                                                 |
|  | Chilantaisaurus                                                 |
|  |                                                                 |
|  | Megaraptora                                                     |
|  |                                                                 |

|  | Chilantaisaurus |
|  |                 |
|  | Megaraptora     |
|  |                 |

|  | Deltadromeus |
|  |              |
|  | Gualicho     |
|  |              |

|  | Neovenator                                                      |
|  |                                                                 |
|  | \| \| Chilantaisaurus \| \| \| \| \| \| Megaraptora \| \| \| \| |
|  |                                                                 |
|  | Chilantaisaurus                                                 |
|  |                                                                 |
|  | Megaraptora                                                     |
|  |                                                                 |

|  | Chilantaisaurus |
|  |                 |
|  | Megaraptora     |
|  |                 |

|  | Deltadromeus |
|  |              |
|  | Gualicho     |
|  |              |

|  | Neovenator                                                      |
|  |                                                                 |
|  | \| \| Chilantaisaurus \| \| \| \| \| \| Megaraptora \| \| \| \| |
|  |                                                                 |
|  | Chilantaisaurus                                                 |
|  |                                                                 |
|  | Megaraptora                                                     |
|  |                                                                 |

|  | Chilantaisaurus |
|  |                 |
|  | Megaraptora     |
|  |                 |

|  | Deltadromeus |
|  |              |
|  | Gualicho     |
|  |              |

|  | Neovenator                                                      |
|  |                                                                 |
|  | \| \| Chilantaisaurus \| \| \| \| \| \| Megaraptora \| \| \| \| |
|  |                                                                 |
|  | Chilantaisaurus                                                 |
|  |                                                                 |
|  | Megaraptora                                                     |
|  |                                                                 |

|  | Chilantaisaurus |
|  |                 |
|  | Megaraptora     |
|  |                 |

|  | Deltadromeus |
|  |              |
|  | Gualicho     |
|  |              |

|  | Neovenator                                                      |
|  |                                                                 |
|  | \| \| Chilantaisaurus \| \| \| \| \| \| Megaraptora \| \| \| \| |
|  |                                                                 |
|  | Chilantaisaurus                                                 |
|  |                                                                 |
|  | Megaraptora                                                     |
|  |                                                                 |

|  | Chilantaisaurus |
|  |                 |
|  | Megaraptora     |
|  |                 |

|  | Deltadromeus |
|  |              |
|  | Gualicho     |
|  |              |

|  | Neovenator                                                      |
|  |                                                                 |
|  | \| \| Chilantaisaurus \| \| \| \| \| \| Megaraptora \| \| \| \| |
|  |                                                                 |
|  | Chilantaisaurus                                                 |
|  |                                                                 |
|  | Megaraptora                                                     |
|  |                                                                 |

|  | Chilantaisaurus |
|  |                 |
|  | Megaraptora     |
|  |                 |

## Scoperta e specie

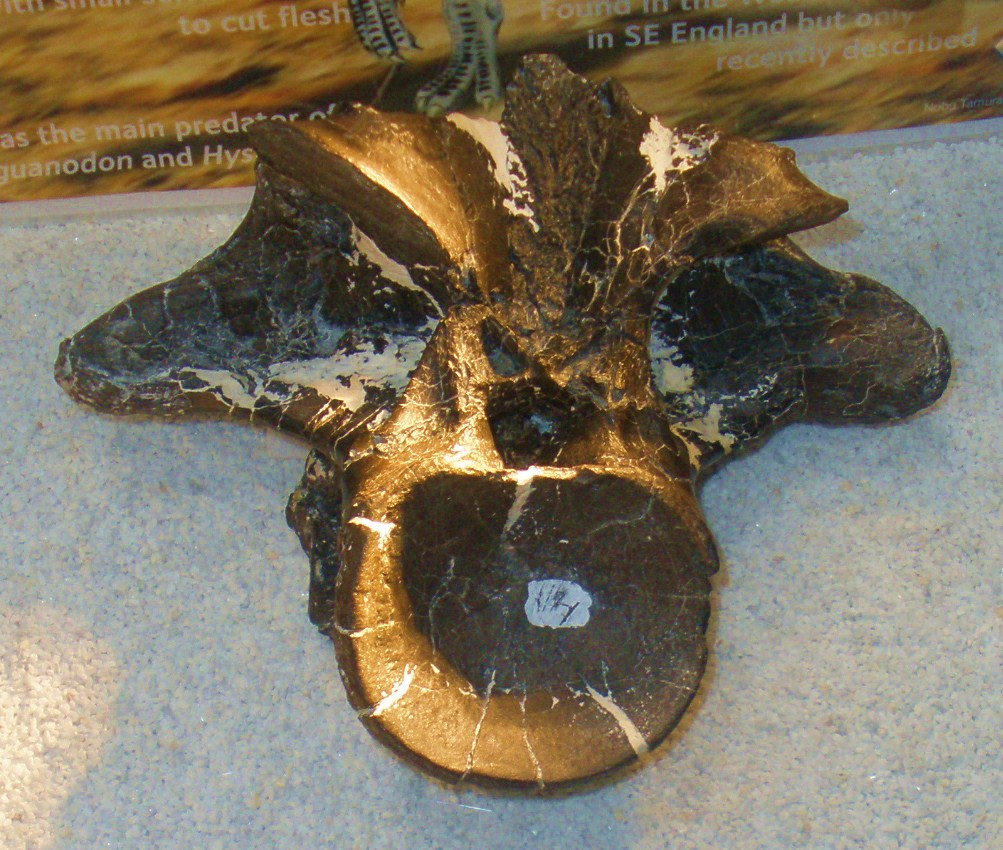
Vertebra dorsale di Neovenator

Le prime ossa di Neovenator furono scoperte nell'estate del 1978, quando una tempesta fece franare parte del Grange Chine, tra cui le rocce che contenevano i fossili che franarono sulla spiaggia di Brighstone Bay, sulla costa sud-occidentale dell'isola di Wight. Le rocce consistevano in un letto fluviale di residui vegetali all'interno delle variegate argille e marne della Formazione Wessex, risalenti al Cretaceo inferiore, circa 125 milioni di anni fa (Barremiano). Queste rocce vennero raccolte dalla famiglia Henwood e poco dopo da uno studente di geologia, David Richards. Richards mandò questi resti al Museo di Geologia di Wight e al Museo di Storia Naturale di Londra, dove in quest'ultimo il paleontologo Alan Jack Charig stabilì che le ossa appartenevano a due diversi tipi di animale: Iguanodon e ad alcuni teropodi. L'"iguanodonte", in seguito denominato Mantellisaurus, generò un notevole interesse nella comunità scientifica, tanto che nei primi del 1980 un team del suddetto museo venne inviato sul posto per recuperare ulteriori fossili. In quell'occasione venne scoperta una vertebra caudale di un dinosauro carnivoro. Diversi paleontologi dilettanti, tra i quali Keith e Jenny Simmonds, incuriositi dal ritrovamento cominciarono a cercare altri fossili aggiuntivi del predatore, ritrovando in totale le ossa del muso, alcuni denti, una mandibola, la maggior parte della colonna vertebrale, delle costole, delle gastralie, l'osso chevron, il cingolo scapolare sinistro, il bacino e gli arti posteriori, venendo catalogati come BMNH R10001 e MIWG 6348. Essi rappresentavano circa il 70% dello scheletro completo dell'animale. Nel 1985, gli scavi intrapresi dal Dr. Steve Hutt del Museo di Geologia di Wight, ritrovarono altre due vertebre di un secondo individuo, oggi classificato come il campione MIWG.5470. Nel 1987, Jenny Simmonds ritrovò un terzo scheletro, composto da una vertebra e un osso pelvico, il campione MIWG.6352. Un quarto individuo è rappresentato dal campione IWCMS 2002.186, costituito da una mandibola, delle vertebre e alcuni elementi degli arti. Nel 1990 il materiale, allora considerato una possibile nuova specie di Megalosaurus, fu provvisoriamente descritto da Hutt, che dopo aver scambiato l'ischio di MIWG 6352 per un osso pubico, suggerì che l'esemplare rappresentasse una specie separata.

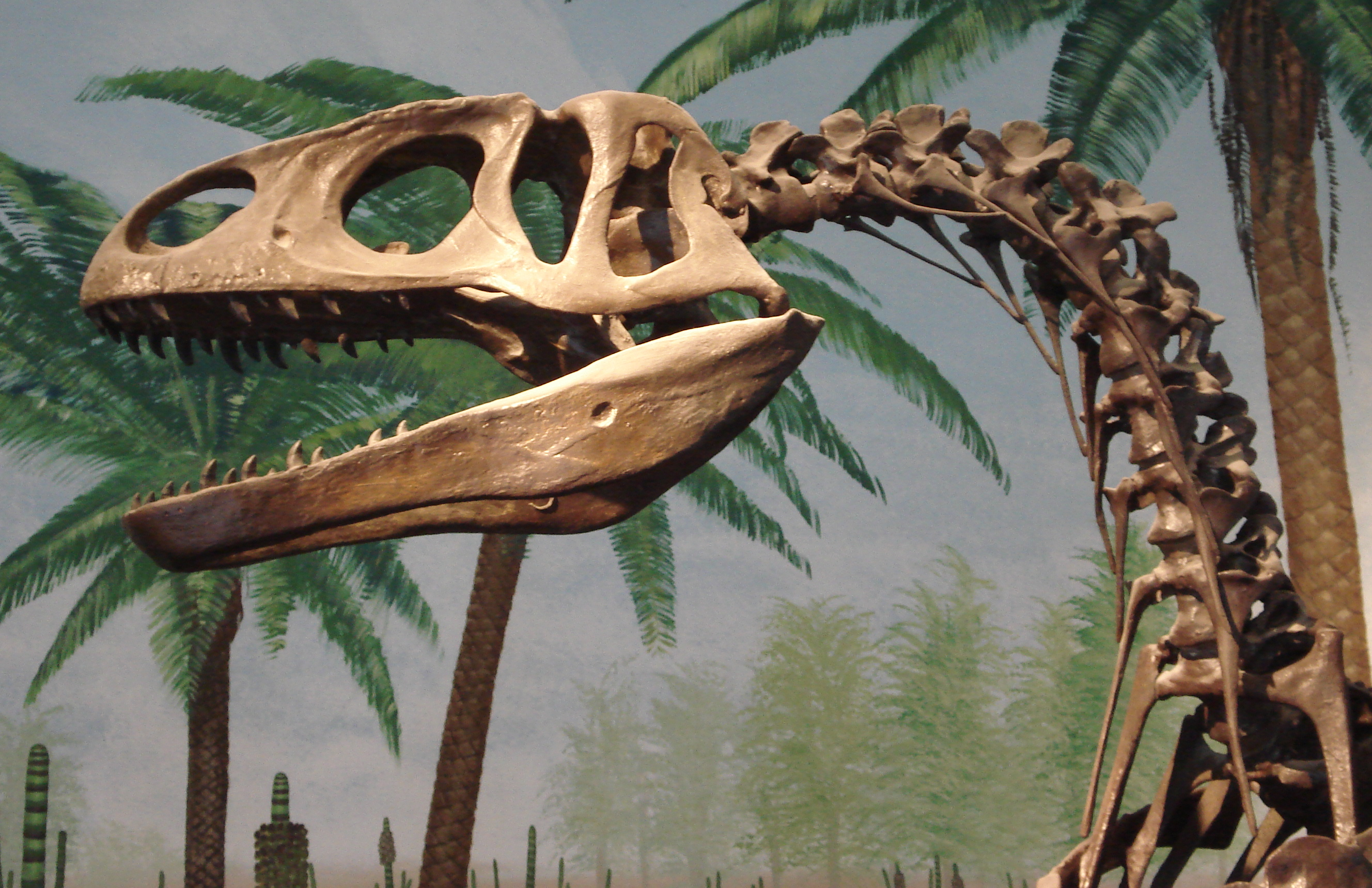
Cranio e vertebre cervicali di Neovenator

Nel 1996, Steve Hutt, David Martill e Michael Barker nominò e descrisse la specie tipo Neovenator salerii. Il nome generico, Neovenator, significava "nuovo cacciatore" dal greco antico neo significa "nuovo" e dal latino venator ossia "cacciatore". Il nome specifico, salerii, onora i proprietari del terrierio dove sono stati ritrovati i fossili, ossia la famiglia Salero. In considerazione del gran numero di persone coinvolte nel processo di scoperta, si è ritenuto improprio individuare uno solo di loro come suo scopritore. L'olotipo è rappresentato dai campioni combinati BMNH R10001 e MIWG 6348.
Nel 1999, Hutt dedicò la sua tesi di laurea (inedita) a Neovenator.
Nel 2008, Stephen Louis Brusatte , Roger Benson e Hutt riformularono la specie in gran dettaglio.

## Paleobiologia

### Sensi

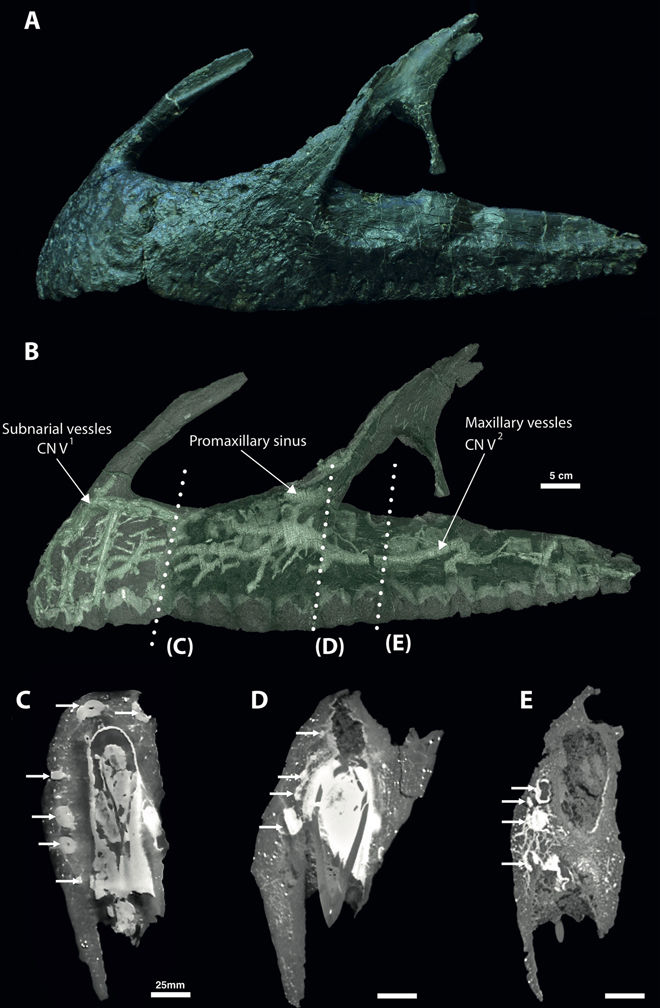
Premascella e mascella, provviste di rete neurovascolare e sezioni CT

Chris Barker e colleghi hanno ipotizzato che Neovenator potesse avere organi sensoriali tegumentari sul muso, proprio come i moderni uccelli acquatici e i coccodrilli, che usano questi organi per il cibo nell'acqua fangosa, sulla base di strutture neurovascolari ritrovate sul cranio. Poiché si ritiene che Neovenator fosse completamente terrestre, diversamente da queste specie moderne sopra menzionate, si presume che questi organi sensoriali siano stati utilizzati per altri scopi, come la sensibilità alla pressione e alla temperatura, il controllo della pressione della mascella e un'alimentazione precisa. In effetti, l'usura dei denti di Neovenator sembra indicare che evitava prontamente di mangiare o mordere le ossa mentre si nutriva, giustificando ulteriormente la teoria. Inoltre, Neovenator potrebbe aver usato questi organi sensoriali tegumentari nel corteggiamento e molto probabilmente nell'allevare i suoi piccoli, una tecnica che vediamo oggi nella maggior parte delle specie di coccodrilli e negli uccelli megapodi. Sebbene tali strutture siano già state ritrovate in un altro teropode, il tirannosauride Daspletosaurus horneri, le strutture neurovascolari di Neovenator che probabilmente sostenevano questi organi sono le meglio conservate e più complete in qualsiasi teropode conosciuto fino ad ora scoperto.

### Paleopatologia
L'olotipo di Neovenator salerii mostrava innumerevoli segni di patologie. Gli autori del genere li elencarono come "fusioni vertebrali caudali, fratture guarite dei processi vertebrali trasversali caudali; falangi delle dita dei piedi affette da osteofiti, una gastralia costale fratturata ma con segni di guarigione, formazione di alcune pseudoartrosi ... [e] una frattura alla scapola."

## Paleoecologia
I resti fossili di Neovenator sono stati ritrovati sull'Isola di Wight, al largo del sud dell'Inghilterra. Neovenator visse insieme a numerosi dinosauri e pterosauri della Formazione Wessex, del Cretaceo inferiore, come ad esempio Baryonyx, Polacanthus e Iguanodon. Le ossa dell'olotipo si sono mescolate con quelle dell'erbivoro Mantellisaurus, nello stesso sito dove sono stati ritrovati anche fossili di pesci, anfibi, lucertole, pterosauri e Goniopholidi, indicando quindi che forse le carcasse dei due animali furono spazzate via da un fiume in piena, mischiandosi durante la fossilizzazione. Neovenator era probabilmente il superpredatore del suo habitat, predando erbivori sia di piccola sia di media taglia.